# Stéphan Bignet
Stéphan Bignet (* 29. Juni 1971 in Speyer) ist ein ehemaliger französischer Triathlet. Er ist Olympiastarter (2000) und mehrfacher Triathlon-Staatsmeister.

## Werdegang
1993 wurde Stéphan Bignet französischer Meister auf der Triathlon-Sprintdistanz.
Der damals 29-Jährige startete bei der Erstaustragung Triathlon im Rahmen der Olympischen Sommerspiele 2000 und er belegte in 1:51:12 h den 31. Rang (olympische Distanz: 1,5 km Schwimmen, 40 km Radfahren und 10 km Laufen).
Im August 2007 gewann er die Erstaustragung des Ironman 70.3 Germany (1,9 km Schwimmen, 90 km Radfahren und 21,1 km Laufen). Bei der ITU-Weltmeisterschaft 2008 in den Niederlanden auf der Triathlon-Langdistanz belegte er hinter seinem Landsmann Julien Loy den sechsten Rang.
Seit 2014 tritt er nicht mehr international in Erscheinung.

### Privates
Sein jüngerer Bruder Frank (* 1973) war ebenso als Triathlet aktiv und wurde 2003 – drei Jahre nach Stéphan – ebenso französischer Meister Triathlon Kurzdistanz.

## Sportliche Erfolge
| Datum/Jahr    | Rang | Wettbewerb                                           | Austragungsort    | Zeit     | Bemerkung                                                            |
| ------------- | ---- | ---------------------------------------------------- | ----------------- | -------- | -------------------------------------------------------------------- |
| 2006          | 3    | FRA Triathlon National Championships                 | Rennes            |          | Staatsmeisterschaft                                                  |
| 2001          | 3    | FRA Triathlon National Championships                 | Lac de Vassivière |          | Staatsmeisterschaft                                                  |
| 2000          | 1    | FRA Triathlon National Championships                 | Lac de Vassivière |          | Staatsmeister Kurzdistanz                                            |
| 16. Sep. 2000 | 31   | Olympische Sommerspiele 2000                         | Sydney            | 01:51:12 | bei der erstmaligen Austragung von Triathlon bei Olympischen Spielen |
| 1993          | 1    | FRA Sprint Distance Triathlon National Championships | Lac de Vassivière |          | Staatsmeister Sprintdistanz                                          |
| 1992          | 3    | FRA Sprint Distance Triathlon National Championships | Choisy-le-Roi     |          | Staatsmeisterschaft Sprintdistanz                                    |

| Datum/Jahr    | Rang | Wettbewerb                                           | Austragungsort  | Zeit     | Bemerkung                                                  |
| ------------- | ---- | ---------------------------------------------------- | --------------- | -------- | ---------------------------------------------------------- |
| 6. Juli 2014  | 5    | FRA Long Distance Triathlon National Championships   | Graveline       | 04:13:34 | Französische Meisterschaft auf der Langdistanz             |
| 30. Aug. 2008 | 6    | ITU Triathlon Long Distance World Championships      | Almere          | 05:50:34 | Weltmeisterschaft Triathlon Langdistanz; hinter Julien Loy |
| 1. Juni 2008  | 1    | FRA Middle Distance Triathlon National Championships | Lorient         |          | Staatsmeister Mitteldistanz                                |
| 8. Sep. 2007  | 1    | FRA Long Distance Triathlon National Championships   | Gérardmer       |          | Staatsmeister Langdistanz, beim Triathlon de Gérardmer     |
| 19. Aug. 2007 | 1    | Ironman 70.3 Germany                                 | Wiesbaden       | 04:06:53 |                                                            |
| 2005          | 1    | FRA Middle Distance Triathlon National Championships | Lorient         |          | Staatsmeister Mitteldistanz                                |
| 1998          | 3    | FRA Middle Distance Triathlon National Championships | Lorient         |          | Staatsmeister Mitteldistanz                                |
| 1995          | 2    | FRA Long Distance Triathlon National Championships   | Lac de Vouglans |          | Vizestaatsmeister Langdistanz                              |

| Datum/Jahr | Rang | Wettbewerb                           | Austragungsort     | Zeit     | Bemerkung                                  |
| ---------- | ---- | ------------------------------------ | ------------------ | -------- | ------------------------------------------ |
| 2010       | 3    | FRA Aquathlon National Championships | Gray (Haute-Saône) | 01:00:45 | Französische Staatsmeisterschaft Aquathlon |